# حکمی (میناب)
حکمی، روستایی در دهستان حومه بخش مرکزی شهرستان میناب در استان هرمزگان ایران است. این روستا، مرکز دهستان حومه است.

## جمعیت
بر پایه سرشماری عمومی نفوس و مسکن در سال ۱۳۹۵، جمعیت این روستا برابر با ۴٬۴۴۶ نفر (۱٬۱۹۷ خانوار) بوده‌است.